# 박선묵
박선묵(朴璿默, 1962년 ~)은 대한민국의 기업인이다. 성연그룹 회장이며, 대한민국 원조 스트리트 브랜드 안전지대의 창시자이다. 

## 생애
박선묵 회장은 1986년 선정인터네셔널의 브랜드로 안전지대를 출시하였고, 이태원, 동대문, 명동의 젊은 소비자를 공략하며 안전지대의 브랜드 가치를 키워나갔다. 1990년대 당시에는 도전하기 쉽지 않았던 한자로고를 이용하여 은색자수, 로고플레이, 과감한 디테일로 브랜드 인지도를 쌓으며, 안전지대를 소위 말하는 잘 나가는 학생들 사이에서 명품으로 인정받는 브랜드로 키워냈다.
사업 초기에는 이태원 지역의 스타벅스 건물을 포함한 부동산을 보유하며 브랜드와 부동산 자산을 함께 성장시키는데 주력했다. 이태원의 중심부에 위치한 스타벅스 건물을 147억원에 매각해 안정적인 자금을 확보했고, 이를 통해 회사의 성장발판을 일궈냈다.
이후 안전지대의 전성기를 이끌며 일본 시장까지 진출시켰다. 안전지대코리아(주)의 일본 상표권 등록 과정에서 록밴드 안전지대와 마찰이 있기도 했지만, 이는 1994년 상표권 소송에서 안전지대코리아(주)가 승소하며 마무리가 되었다.
그러나 이후 스트리트 패션의 유행이 지나감에 따라 안전지대의 리뉴얼을 시도하였으나 큰 성과를 거두지 못하였다. 이후, 2세 경영자인 박기표가 2020년 강남구 가로수길 로데오에서 안전지대를 재오픈하며 스트릿웨어 브랜드로서 입지를 다져가고 있다.